# 中国常驻禁止化学武器组织代表列表
本列表为中国（中华人民共和国）常驻禁止化学武器组织历任代表名录。

## 历任中国常驻禁止化学武器组织代表

### 中华人民共和国常驻禁止化学武器组织代表（1997年至今）
1997年5月，中国政府设置中国常驻禁止化学武器组织代表团，并任命驻荷兰大使兼任常驻禁止化学武器组织代表，就公约相关事务代表中国政府与禁止化学武器组织及其他缔约国代表团进行联系及交涉。
| 姓名   | 任命           | 到任           | 递交全权证书  | 免职           | 离任      | 外交衔级 | 外交职务 | 备注     | 备注 |
| ------ | -------------- | -------------- | ------------- | -------------- | --------- | -------- | -------- | -------- | ---- |
| 朱曼黎 |                | 1997年5月      |               |                | 1998年3月 | 大使     | 代表     | 驻荷兰兼 |      |
| 华黎明 |                | 1998年4月      |               | 2000年         | 2001年1月 | 大使     | 代表     | 驻荷兰兼 |      |
| 朱祖寿 | 2000年         | 2001年2月      |               | 2003年5月1日   | 2003年7月 | 大使     | 代表     | 驻荷兰兼 |      |
| 薛捍勤 | 2003年5月1日   | 2003年9月2日   |               | 2007年7月4日   | 2008年4月 | 大使     | 代表     | 驻荷兰兼 |      |
| 张军   | 2007年7月4日   | 2008年4月      | 2008年4月24日 | 2012年10月14日 | 2012年8月 | 大使     | 代表     | 驻荷兰兼 |      |
| 陈旭   | 2012年10月14日 | 2013年4月3日   | 2013年4月4日  | 2016年2月9日   | 2016年4月 | 大使     | 代表     | 驻荷兰兼 |      |
| 吴恳   | 2016年2月9日   | 2016年5月8日   | 2016年5月12日 |                | 2019年2月 | 大使     | 代表     | 驻荷兰兼 |      |
| 徐宏   | 2019年2月26日  | 2019年5月9日   | 2019年5月16日 | 2020年10月27日 | 2020年7月 | 大使     | 代表     | 驻荷兰兼 |      |
| 谈践   | 2020年10月27日 | 2020年12月25日 | 2021年2月11日 | 现任           |           | 大使     | 代表     | 驻荷兰兼 |      |